# Chromidotilapia mamonekenei
Espèce
Statut de conservation UICN

 LC  : Préoccupation mineure
Chromidotilapia mamonekenei est une espèce de poissons de la famille des Cichlidés. Elle est présente dans le sud-ouest du Gabon et l'ouest de la République du Congo.